# La babysitter
La babysitter (The Babysitter) è un film del 2017 diretto da McG.

## Trama
Lo studente preadolescente Cole è vittima di bullismo da parte del suo vicino Jeremy, ma la sua babysitter Bee, che è uno dei suoi unici due amici, lo difende e spaventa Jeremy. Il giorno seguente, quando i suoi genitori escono per pernottare in un hotel, Bee e Cole trascorrono del tempo di qualità insieme finché non deve andare a letto. Bee gli offre del liquore da bere, ma lui lo versa di nascosto quando lei non guarda.
Cole è incoraggiato da un messaggio della sua vicina e altra amica Melanie ad andare a vedere cosa fa Bee dopo essere andato a dormire. Vede Bee e molti dei suoi amici del liceo (Max, John, Allison, Sonya e Samuel) giocare a un gioco di obbligo o verità formattato come un gioco della bottiglia. Tuttavia, mentre Bee bacia Samuel per sfida, estrae due pugnali da dietro la schiena e lo pugnala al cranio. Gli altri raccolgono il sangue di Samuel, rivelandosi membri di un culto demoniaco. Cole corre nella sua stanza dove chiama i servizi di emergenza, si mette le scarpe e trova il suo coltellino tascabile. Finge di dormire mentre Bee e i membri della setta entrano nella sua stanza per prelevare un campione del suo sangue. Dopo che se ne sono andati, cerca di scappare dalla finestra, ma Bee si nasconde segretamente nella sua stanza e aspetta che Cole svenga per la stanchezza e la perdita di sangue.
Bee e la sua setta interrogano Cole, mentre respingono le sue domande dicendo che avevano bisogno del suo sangue per un progetto scientifico. Quando arrivano due poliziotti, Max ne uccide uno con un attizzatoio, ma l'altro poliziotto spara accidentalmente ad Allison al petto prima che Bee gli tagli la gola. Cole è costretto a fornire alla setta il codice della polizia per richiamare gli altri poliziotti. Mentre Allison piange per essere stata colpita, Cole si precipita su per le scale; John lo insegue, ma viene spinto oltre la ringhiera, atterrando su un trofeo che gli trafigge il collo.
Cole scappa dalla finestra della sua camera da letto e si nasconde nel vespaio sotto casa sua. Sebbene Sonya lo trovi, lui la intrappola nel seminterrato e poi accende un razzo pirotecnico con insetticida, bruciandola a morte. Max incontra Cole e mostra apprezzamento per l'ingegno di Cole. Max poi sente Jeremy incitare la casa di Cole ed esorta quest’ultimo a iniziare a difendersi, il che si traduce in Cole che viene preso a pugni in faccia da Jeremy. Max poi insegue Cole su una casa sull'albero ma viene ucciso quando cade e viene impiccato all'altalena di corda. Cole scappa a casa di Melanie, ma Bee lo segue. Mentre si nasconde in una stanza, Cole si scusa con Melanie per averla trascinata in questa situazione e le assicura che si prenderà cura di lui. Chiede a Melanie di chiamare la polizia, poi lei bacia Cole prima che se ne vada.
Cole torna a casa sua e scopre che le prove degli eventi della notte sono state ripulite. Trova anche Allison che finge di essere morta; prima che possa pugnalare Cole con un coltello da cucina, Bee la uccide con il fucile di un agente di polizia. Bee spiega a Cole che una volta era insicura come lui finché non ha stretto un patto con il Diavolo per ottenere tutto ciò che voleva sacrificando persone innocenti e versando il loro sangue su un libro antico mentre ne recitava i versi. Da allora, ha viaggiato di città in città, dando la caccia a ragazzi giovani come lui. Sebbene lei si offra di lasciarlo unirsi al suo culto, Cole rifiuta e brucia il libro degli incantesimi. Si precipita a casa di Melanie per prendere la macchina di suo padre e la guida a casa sua mentre Bee è distratta dal libro in fiamme. Dopo essersi schiantata contro l'auto, si danno un ultimo commosso addio prima che Cole esca dalle macerie e la lasci morire. Quando arrivano la polizia e la squadra di emergenza, Cole dice ai suoi genitori che non ha più bisogno di una babysitter.
Più tardi, un pompiere che attraversa la casa di Cole viene attaccato da Bee, ancora viva.

## Produzione
Lo script del film è stato inserito nella Black List del 2014 tra le migliori sceneggiature non prodotte.
Le riprese del film sono iniziate il 27 ottobre 2015 a Los Angeles.

## Promozione
Il primo trailer del film viene diffuso il 10 ottobre 2017.

## Distribuzione
La pellicola è stata distribuita su Netflix a partire dal 13 ottobre 2017.

## Accoglienza

### Critica
Sull'aggregatore Rotten Tomatoes il film riceve il 72% delle recensioni professionali positive con un voto medio di 6,6 su 10 basato su 29 critiche.

## Sequel
Nell'agosto 2019 Netflix annuncia il sequel, le cui riprese vengono fissate da ottobre al giorno del ringraziamento del 2019; alla regia torna McG mentre la sceneggiatura viene affidata a Dan Lagana.
Il film, La babysitter - Killer Queen, è stato distribuito da Netflix il 10 settembre 2020.